# Max Grodénchik
Max Grodénchik (12 de novembro de 1952) é um ator norte-americano famoso pelo personagem Rom do seriado Star Trek: Deep Space Nine.

## Biografia
De família judaica, Max nasceu na cidade de Nova Iorque, em 1952. Durante os anos 1980, ele atuou muito no teatro, com o nome de Michael Grodénchik, tendo recebido boas críticas, como em seu papel na peça All Night Long, que lhe rendeu elogios de especialistas em arte de vários jornais, enaltecendo seus talentos artísticos e habilidade para expor emoções.

## Carreira
Grodénchik é mais conhecido por seu papel em Star Trek: Deep Space Nine, como o ferengui Rom. Inicialmente, ele tinha feito o teste para o papel de Quark, irmão de Rom, que acabou ficando com Armin Shimerman.

## Episódios emStar Trek: Deep Space Nine
| - "Emissary" - "A Man Alone" - "The Nagus" - "Vortex" - "The Homecoming" - "Rules of Acquisition" - "Necessary Evil" - "The House of Quark" - "Heart of Stone" - "Prophet Motive" - "Little Green Men" - "Our Man Bashir" - "Bar Association" - "Body Parts" - "The Assignment" - "The Ascent" - "Facets" | - "Doctor Bashir, I Presume?" - "Ferengi Love Songs" - "Call to Arms" - "Behind the Lines" - "Favor the Bold" - "Sacrifice of Angels" - "You Are Cordially Invited..." - "The Magnificent Ferengi" - "Profit and Lace" - "Take Me Out to the Holosuite" - "Treachery, Faith, and the Great River" - "The Siege of AR-558" - "It's Only a Paper Moon (Star Trek: Deep Space Nine)\|It's Only a Paper Moon" - "The Emperor's New Cloak" - "The Dogs of War" - "Family Business" |

## Filmografia
- Chu Chu and the Philly Flash (1981) .... Frankie
- Out (1982) .... Arnold / garoto
- Barton Fink (1991) .... Clapper boy
- The Rocketeer (1991) .... Wilmer, ladrão
- The Gambler Returns: The Luck of the Draw (1991, filme para TV) .... Bailiff
- Sister Act (1992) .... Ernie
- Rising Sun (1993) .... Club Manager
- Doorways (1993, TV Movie) .... Roth
- Apollo 13 (1995) .... FIDO Gold
- Here Come the Munsters (1995, filme para TV) .... Norman Hyde
- Rumpelstiltskin (1996) .... Rumpelstiltskin
- Star Trek: Insurrection (1998) .... alferes Trill (cenas deletadas)
- The Adventures of Rocky and Bullwinkle (2000) .... Horse Spy
- Bruce Almighty (2003) .... controlador
- King of California (2007) .... Leonid